# Zuwara (Sprache)
Die Sprache von Zuwara ist eine  Berbersprache, die in der Umgebung der Stadt Zuwara im Nordwesten Libyens gesprochen wird. Eine präzise Eigenbezeichnung für die Sprache existiert nicht; man nennt sie maziɣ, was einfach "berberisch" heißt.
Das Berberische von Zuwara teilt einige Züge mit anderen östlichen Berbersprachen, beispielsweise das Vorhandensein eines distinktiven Wortakzents. Der Anteil an arabischen Fremdwörtern ist sehr hoch.

## Lautsystem

### Konsonanten
Im Berberischen von Zuwara werden folgende Konsonanten unterschieden:
|                      | Labiale | Dentale | emphatische Dentale | Palatale | Velare | Postvelare |
| -------------------- | ------- | ------- | ------------------- | -------- | ------ | ---------- |
| stimmlose Plosive    |         | t       | ṭ                   |          | k      | q          |
| stimmhafte Plosive   | b       | d       | ḍ                   |          | g      |            |
| stimmlose Frikative  | f       | s       | ṣ                   | š        | x      |            |
| stimmhafte Frikative |         | z       | ẓ                   | ž        | ɣ      |            |
| Nasale               | m       | n       |                     |          |        |            |

Dazu kommen ṃ, l, r, ṛ, w, y, sowie (nur in Wörtern arabischen Ursprungs) die Glottale ʔ, h und die Pharyngale ḥ, ʕ.
Die emphatischen Konsonanten (ḍ, ṭ, ẓ, ṛ, ṃ etc.) gleichen den entsprechenden Lauten des Arabischen.

### Vokale
Die Sprache von Zuwara unterscheidet vier Vokale: a, i, u, ə. Diese können betont oder unbetont sein. Der Murmelvokal ə ist in seiner betonten Variante ein vollwertiges Phonem und kann dann in allen Positionen (auch in offenen Silben) stehen. Das unbetonte ə dient dagegen im Wesentlichen zur Aufspaltung sonst unzulässiger Konsonantengruppen und ist daher in seiner Position weitgehend vorhersagbar.

### Wortakzent
Das Berberische von Zuwara besitzt einen ausgeprägten Wortakzent, der meist auf der vorletzten Silbe, manchmal aber auf der letzten Silbe des Wortes liegt. Substantive, inklusive arabischer Fremdwörter, werden immer auf der vorletzten Silbe betont.
Auf der letzten Silbe betont man:
- gewisse Verbformen (siehe unten). Im Verbalsystem hat der Akzent bedeutungsunterscheidende Kraft, da sich Präteritum und Aorist vielfach nur durch den Akzent unterscheiden.
- arabische Fremdwörter (soweit es sich nicht um Substantive handelt), die ihren originalsprachlichen Akzent auf der letzten Silbe behalten können (z. B. ʕəšrín "zwanzig").

## Personalpronomen
Das Personalpronomen trifft anders als im Deutschen eine Genusunterscheidung in der 2. und 3. Person des Singulars und des Plurals. Allerdings geraten die femininen Formen des Plurals tendenziell außer Gebrauch und werden nicht mehr konsequent benutzt.
|                    | selbständig | Suffixe | Possessivsuffixe | Objektssuffixe               |
| ------------------ | ----------- | ------- | ---------------- | ---------------------------- |
| 1. sg. "ich"       | nətš        | -i      | -iw              | -(iyy)id                     |
| 2. sg. mask. "du"  | šəkk        | -k      | -ik              | -ak                          |
| 2. sg. fem. "du"   | šəmm        | -m      | -im              | -am                          |
| 3. sg. mask. "er"  | nə́tta       | -s      | -is              | -ti, -i (Dativ: -as)         |
| 3. sg. fem. "sie"  | nə́ttat      | -s      | -is              | -tət, -it (Dativ: -as)       |
| 1. pl. "wir"       | nə́šnin      | -nəɣ    | -ə́nnəɣ           | -anəɣ                        |
| 2. pl. mask. "ihr" | nə́knim      | -wən    | -ə́nwən           | -awən                        |
| 2. pl. fem. "ihr"  | nəknímat    | -kmət   | -ənnə́kmət        | -akmət                       |
| 3. pl. mask. "sie" | nə́tnin      | -sən    | -ə́nsən           | -tən, -in (Dativ: -asən)     |
| 3. pl. fem. "sie"  | nətnínat    | -snət   | -ənnə́snət        | -tənt, -inət (Dativ: -asnət) |

Die kurzen Suffixe stehen vor allem nach Präpositionen, z. B. ɣə́ṛ-i "bei mir", ɣə́ṛ-k "bei dir", ɣə́ṛ-s "bei ihm/ihr", ɣə́ṛ-nəɣ "bei uns", ɣə́ṛ-wən "bei euch", ɣə́ṛ-sən "bei ihnen".

## Substantiv

### Genus
Das Berberische von Zuwara besitzt zwei grammatische Geschlechter: Maskulinum und Femininum. Maskuline Substantive beginnen meist mit einem Vokal. Feminine Substantive stellen diesem Vokal noch ein t- voran und enden meist auch auf -t.
Der initiale Vokal lautet oft (t)a-, etwas seltener (t)i- oder ganz sporadisch u-; soweit verhält es sich wie in den meisten anderen Berbersprachen:
- aməddúkəl "Freund" (maskulin)
- adə́ffu "Apfel" (maskulin)
- íɣəff "Kopf" (maskulin)
- údəmm "Gesicht" (maskulin)
- taməddúkəlt "Freundin" (feminin)
- tafúnast "Kuh" (feminin)
- tissə́gnit "Nadel" (feminin)
- tíli "Schaf" (feminin, ohne t-Suffix)

Nicht selten kommt in der Sprache von Zuwara als Präfix aber auch (t)ə́- vor, was aus den meisten anderen Berbersprachen nicht bekannt ist:
- ə́fus "Hand" (maskulin)
- ə́laẓ "Hunger" (maskulin)
- ə́sinn "Zahn" (maskulin)
- tə́nast "Schlüssel" (feminin)
- tə́mart "Bart" (feminin)
- tə́gna "Fisch" (feminin, ohne t-Suffix)

Bei längeren Substantiven kann der Präfixvokal ganz fehlen. Es handelt sich hier im Prinzip wohl ebenfalls um Substantive auf ə-, wobei aber das ə, da es in einer Vortonsilbe stünde, entfällt:
- fíɣər "Schlange" (maskulin, statt *əfíɣər)
- rúku "Gerät" (maskulin)
- tɣúsa "Sache" (feminin, statt *təɣúsa)
- tyáẓiḍt "Huhn" (feminin)

Noch anders verhalten sich die sehr zahlreichen arabischen Fremdwörter. Diese beginnen, unabhängig vom Geschlecht, meist mit l- oder mit einem Doppelkonsonanten. Dies geht auf den arabischen bestimmten Artikel zurück, der aber im Berberischen von Zuwara fest zum Nomen gehört und nicht als Artikel betrachtet wird:
- lə́ktab "Buch" (maskulin)
- əlmuʕə́lləm "Lehrer" (maskulin)
- ə́lfərq "Unterschied" (maskulin)
- əlʕílət "Familie" (feminin)

### Plural
Die Pluralbildung ist ähnlich wie in den anderen Berbersprachen. Hauptregeln:
- Der initiale Vokal (auch ə-) wird durch i- (bei Feminina ti-) ersetzt.
- Es tritt eine Endung -(ə)n (maskulin) ~ -in (feminin) an.
- Anstelle der Endung kann ein interner Vokalwechsel auftreten.

Beispiele:
- axə́mmas "(der) Diener" – ixəmmásən "(die) Diener"
- taxə́mmast "Dienerin" – tixəmmásin "Dienerinnen"
- árgaz "Mann" – irgázən "Männer"
- txábəyt "Wasserkrug" – tixúbay "Wasserkrüge"

### État d'annexion
Wie viele andere Berbersprachen unterscheidet auch das Berberische von Zuwara beim Substantiv einen "état libre" (die Normalform) und einen "état d'annexion". Letzterer wird in Zuwara nur in Abhängigkeit von Präpositionen verwendet; in allen anderen Fällen steht das Substantiv im état libre.
Ähnlich wie in anderen Berbersprachen bildet man den état d'annexion der Maskulina im Wesentlichen durch einen Wechsel des Präfixes a- (aber auch ə-) > wə-:
- árgaz > wə́rgaz "Mann" (z. B. mit der Dativpräposition i: i-wə́rgaz "dem Mann")
- áfṛux > wə́fṛux "Junge"
- ə́fus > wə́fus "Hand"

Anstelle von unbetontem wə- wird u- gesprochen:
- aməddúkəl > uməddúkəl "Freund"

Wie in anderen Berbersprachen auch ist das a- einiger Substantive stabil und bleibt nach w- erhalten:
- áman "Wasser" > wáman

Konsonantisch anlautende Substantive können im état d'annexion manchmal ein w- annehmen, meist bleibt die Form aber unverändert:
- fíɣər > fíɣər "Schlange"
- rúku > wrúku oder rúku "Gerät"

Die Präfixe i- und ti-, die auch in den meisten Pluralformen vorkommen, bleiben unverändert:
- tíddart > tíddart "Haus"

Feminina können das Präfix ta- durch tə- ersetzen, doch bei vielen Substantiven bleibt das Präfix unverändert.
- támuṛt > tə́muṛt "Stadt"

## Possession

### Nominal
Hinter dem Possessum folgt, eingeleitet durch die Präposition n, der Possessor, der in der Form des état d'annexion stehen muss:
- əlmə́drəst n tə́muṛt "die Schule der Stadt(támuṛt)"

### Pronominal
Als Entsprechung deutscher Possessivpronomina stehen Possessivsuffixe zur Verfügung, die oben im Abschnitt "Personalpronomen" aufgelistet sind. Wenn sie dem Substantiv angehängt werden, wird der Akzent so verschoben, dass er auf der vorletzten Silbe bleibt:
- lə́ktab "Buch" – ləktábiw "mein Buch" – ləktabə́nsən "ihr(pl.) Buch"
- áḍus "Geruch" – aḍúsis "sein Geruch"
- árgaz "Mann" – argázis "sein Mann"

Ein ə geht oft verloren, sobald es den Akzent verliert:
- ə́fus "Hand" – fúsis "seine Hand"
- ə́ḍaṛ "Fuß" – ḍáṛis "sein Fuß"
- tə́miṭṭ "Nabel" – tmíṭṭis "sein Nabel"

Es gibt aber auch Substantive, für die eine Erhaltung des unbetonten -ə- bezeugt ist:
- tə́nast "Schlüssel" – tənástis "sein Schlüssel"

Wenn eine Pluralendung -ən und ein Possessivsuffix mit -ən- aufeinanderfolgen, so findet eine Kontraktion statt: míddən "Leute" + -ə́nnəɣ "unsere" → middə́nnəɣ "unsere Leute". Dies betrifft nicht Fälle mit anderen Pluralendungen wie ilə́ɣman "Kamele": iləɣman-ə́nsən "ihre Kamele".

## Demonstrativum
Das Demonstrativum besteht aus einer unflektierbaren Partikel, die dem Substantiv vorangeht und mit ihm in einer Genitivkonstruktion verbunden wird:
- áyu n-wə́fṛux "dieser Junge", wörtlich: "dies von Junge"
- áyu n-tíddart "dieses Haus"

## Verb

### Personalflexion
Wie andere Berbersprachen auch hat die Sprache von Zuwara am Verb Prä- und Suffixe, die das Subjekt bezeichnen. Die Affixe sind im Prinzip für alle Verben und Tempora die gleichen. Hier als Beispiel die Personalformen von zwei Verben:
|            | Affixe | von "schlug" (Präteritum) | von "steht auf" (Präsens) |
| ---------- | ------ | ------------------------- | ------------------------- |
| 1.sg.      | -ɣ     | wə́ttəɣ "ich schlug"       | ttbə́ddiɣ "ich stehe auf"  |
| 2.sg.      | t-d    | twə́ttəd "du schlugst"     | ttbə́ddid "du stehst auf"  |
| 3.sg.mask. | y-     | ywə́tt (iwə́tt)             | yttbə́dda                  |
| 3.sg.fem.  | t-     | twə́tt                     | ttbə́dda                   |
| 1.pl.      | n-     | (ə)nwə́tt                  | nəttbə́dda                 |
| 2.pl.mask. | t-m    | twə́ttəm                   | ttbə́ddim                  |
| 2.pl.fem.  | t-mət  | twə́ttmət                  | ttbəddímət                |
| 3.pl.mask. | -n     | wə́ttən                    | ttbə́ddan                  |
| 3.pl.fem.  | -nət   | wə́ttnət                   | ttbəddánət                |

Zu beachten:
- Auslautendes -a (gleichgültig in welchem Tempus) wird vor den Suffixen der 1. und 2. Person immer zu -i- (wie im Beispiel "steht auf" in der Tabelle). Während jedes -a mit -i wechselt, gibt es aber auch Verben, deren Stamm durchgängig auf -i endet.[3]
- Ein Teil der genannten Verben mit variablem Auslautvokal bildet die 3.pl. unregelmäßig auf -ənn, z. B. yəflá "er ging" – fliɣ "ich ging" – təflíd "du gingst" – flənn "sie gingen".

### Stammformen
Die wichtigsten Stammformen des Verbs sind der Aorist, das Präteritum und das Präsens. Alle Formen werden hier in der 3.sg.mask., also mit dem Personalpräfix y-, angegeben.
Der Aorist und das Präteritum unterscheiden sich bei den meisten Verben allein durch den Akzent. Während der Aorist und das Präsens die in der Sprache vorherrschende Normalbetonung auf der vorletzten Silbe zeigen, wird im Präteritum die Betonung auf die letzte Silbe verlagert. Das Präsens wird oft durch die Verdopplung des mittleren Konsonanten charakterisiert, wobei sich dabei in Einzelfällen die Natur des Konsonanten ändern kann:
|                | Aorist | Präteritum | Präsens |
| -------------- | ------ | ---------- | ------- |
| "bauen"        | yə́bna  | yəbná      | ybə́nna  |
| "braten"       | yə́knəf | yəknə́f     | ykə́nnəf |
| "erblicken"    | yə́bḥər | yəbḥə́r     | ybə́ḥḥər |
| "zurückkommen" | yə́dwəl | yədwə́l     | ydə́ggəl |

Eine zweite häufige Bildungsweise des Präsens besteht darin, dem Aoriststamm ein Präfix tt- voranzustellen:
|             | Aorist | Präteritum | Präsens  |
| ----------- | ------ | ---------- | -------- |
| "schreien"  | yə́ẓẓəf | yəẓẓə́f     | yttə́ẓẓəf |
| "singen"    | yínig  | yiníg      | yttínig  |
| "sprechen"  | yútlay | yutláy     | yttútlay |
| "vergessen" | yə́ttu  | yəttú      | yttə́ttu  |

Beide Bildungen kombiniert finden sich in dem Verb für "fallen" (in dem, wie auch sonst üblich, verdoppeltes ḍ als ṭṭ realisiert wird):
|          | Aorist | Präteritum | Präsens |
| -------- | ------ | ---------- | ------- |
| "fallen" | yúḍa   | yuḍá       | yttúṭṭa |

Viele Verben haben im Präteritum einen auslautenden betonten Vokal -á, wohingegen im Aorist der Vokal (der unbetont sein müsste) ganz abfällt. Das Präsens solcher Verben wird teils durch Konsonantenverdopplung, teils durch ein Präfix tt- gebildet:
|               | Aorist | Präteritum | Präsens |
| ------------- | ------ | ---------- | ------- |
| "hören"       | yə́səl  | yəslá      | ysə́ll   |
| "lachen"      | yə́ḍṣ   | yəḍṣá      | yḍə́ṣṣ   |
| "sehen"       | yə́ẓəṛ  | yəẓṛá      | yẓə́ṛṛ   |
| "töten"       | yə́nɣ   | yənɣá      | ynə́qq   |
| "tun"         | yig    | yigá       | yttíg   |
| "übernachten" | yəns   | yənsá      | ynə́ss   |

Manche Verben zeigen im Präsens zusätzlich zu einem der üblichen Bildungsmittel noch die Einfügung eines Vokals -a-:
|                | Aorist | Präteritum | Präsens |
| -------------- | ------ | ---------- | ------- |
| "gehen"        | yə́fəl  | yəflá      | yəffál  |
| "sich kleiden" | yíṛəḍ  | yiṛə́ḍ      | yttíṛaḍ |
| "lesen"        | yə́ɣər  | yəɣrá      | yəqqár  |

Dann gibt es Verben, die im Präsens entweder ein -a oder eine Kopie des Stammvokals anhängen:
|               | Aorist | Präteritum | Präsens   |
| ------------- | ------ | ---------- | --------- |
| "füllen"      | yə́tšuṛ | yətšúṛ     | yttətšáṛa |
| "(auf)stehen" | yə́bədd | ybə́dd      | yttbə́dda  |
| "sterben"     | yə́mmut | yəmmút     | yttmáta   |
| "teilen"      | yə́ẓun  | yẓún       | yttẓúnu   |
| "zittern"     | yə́ržiž | yəržíž     | yttəržíži |

Der Stamm mancher Verben beginnt mit einem variablen Vokal. Dieser lautet a- im Aorist und u- im Präteritum. Das Präsens solcher Verben wird auf tta- gebildet:
|             | Aorist | Präteritum | Präsens |
| ----------- | ------ | ---------- | ------- |
| "finden"    | yaf    | yufá       | yttáf   |
| "öffnen"    | yar    | yurá       | yttár   |
| "schreiben" | yárəy  | yurə́y      | yttárəy |

Einige Verben, die einen ungewöhnlichen oder längeren Stamm haben (z. B. mit vier Konsonanten), haben im Aorist und Präteritum die gleiche Form, verzichten also auf den Unterschied im Akzent. Bei solchen Verben kommt nur die Präsensbildung mit tt- in Frage, gelegentlich mit Einschub eines -a-:
|                   | Aorist  | Präteritum | Präsens    |
| ----------------- | ------- | ---------- | ---------- |
| "rufen"           | ynáda   | ynáda      | yəttnáda   |
| "tragen"          | yḥə́mməl | yḥə́mməl    | yəttḥə́mməl |
| "(jmdn.) treffen" | yqábəl  | yqábəl     | yəttqábal  |

Mehr oder weniger unregelmäßig ist das Präsens folgender Verben:
|               | Aorist  | Präteritum | Präsens   |
| ------------- | ------- | ---------- | --------- |
| "essen"       | yətš    | yətšá      | ytə́tt     |
| "fragen"      | ysə́stən | ysə́stən    | yəssə́stun |
| "geben"       | yuš     | yušá       | yttítš    |
| "(ver)lassen" | yədž    | yədžá      | yttádža   |
| "schlagen"    | yə́wətt  | ywə́tt      | yttšát    |
| "trinken"     | yə́səw   | yəswá      | ysə́ss     |

Völlig unregelmäßig ist das Verb für "sagen":
|         | Aorist | Präteritum | Präsens |
| ------- | ------ | ---------- | ------- |
| "sagen" | yə́məl  | yəṃṃá      | yənná   |

### Einfluss der Personalaffixe auf die Betonung
Bei den meisten Verbalklassen bleibt die Tonstelle eines Verbs in allen Personalformen unverändert, auch dort wo Suffixe angefügt werden:
- yəssə́n "er weiß (Präteritum)" – təssə́nəd "du weißt" (Präteritum)
- yəffə́ɣ "er ging weg (Präteritum)" – ffə́ɣən "sie gingen weg" (Präteritum)
- yə́ẓəṛ "er sieht (Aorist)" – tə́ẓṛəd "du siehst" (Aorist)

Als Ausnahme ist das (nur im Präteritum gebräuchliche) Verb für "wollen" zu verzeichnen, das den Ton auf die Suffixe verschiebt:
- yə́ɣs "er will" – ɣsə́ɣ "ich will" – təɣsə́d "du willst" – ɣsə́n "sie wollen"

Bei bestimmten Verben jedoch verlagert sich durch das Anfügen von Personalendungen der Ton innerhalb des Stammes nach rechts. Dies betrifft besonders Verben des Typs yə́knəf "braten". Wie man in der folgenden Tabelle sieht, bleibt der Unterschied zwischen Aorist und Präteritum trotzdem fast immer gewahrt, und nur in der 2.pl.fem. und 3.pl.fem, die besonders lange Endungen aufweisen, müssen beide Tempora zusammenfallen:
|                     | Aorist  | Präteritum | Präsens   |
| ------------------- | ------- | ---------- | --------- |
| "braten" 3.sg.mask. | yə́knəf  | yəknə́f     | ykə́nnəf   |
| "braten" 1.sg.      | kə́nfəɣ  | knə́fəɣ     | kə́nnfəɣ   |
| "braten" 3.pl.mask. | kə́nfən  | knə́fən     | kə́nnfən   |
| "braten" 3.pl.fem.  | knə́fnət | knə́fnət    | kənnə́fnət |

Bei den Verben vom Typ yə́wətt "schlagen" mit auslautendem Doppelkonsonanten kann der Unterschied zwischen Aorist und Präteritum nur in den ausschließlich präfixalen Formen aufrechterhalten werden und geht in den meisten Personalformen verloren:
|                       | Aorist  | Präteritum |
| --------------------- | ------- | ---------- |
| "schlagen" 3.sg.mask. | yə́wətt  | ywə́tt      |
| "schlagen" 1.sg.      | wə́ttəɣ  | wə́ttəɣ     |
| "schlagen" 2.sg.mask. | twə́ttəd | twə́ttəd    |
| "schlagen" 1.pl.      | nə́wətt  | nwə́tt      |
| "schlagen" 3.pl.mask. | wə́ttən  | wə́ttən     |
| "schlagen" 3.pl.fem.  | wə́ttnət | wə́ttnət    |

### Aorist
Der Aorist kommt ziemlich selten in Reinform vor, am ehesten in Abhängigkeit von gewissen Modalverben. Meistens wird der Aorist mit einer vorangestellten Partikel a(d)- kombiniert. In diesem Fall ist der Aorist selbständig verwendbar und hat etwa die Bedeutung eines Futurs. Die Partikel lautet meist a-, vor folgendem Vokal steht jedoch ad-. Wird im Aorist die erste Silbe betont, so geht der Akzent in manchen Fällen auf die Partikel über:
- yə́fəl "dass er geht" (einfacher Aorist) – á-yfəl "er wird gehen"
- yə́ẓəṛ "dass er sieht" (einfacher Aorist) – á-yẓəṛ "er wird sehen"
- yar "dass er öffnet" (einfacher Aorist) – á-yar "er wird öffnen"
- árəɣ "dass ich öffne" (einfacher Aorist) – ad-árəɣ "ich werde öffnen"

### Imperativ
Der Imperativ wird aus dem Aoriststamm ohne Personalaffixe gebildet:
- ynáda "dass er ruft" (Aorist) – náda "rufe!"

Einen Plural des Imperativs bildet man mit Hilfe der Endung -(ə)t:
- nádat "ruft!"
- ə́kkər "steh auf!" – ə́kkrət "steht auf!"

## Negation
Wird ein Verb negiert, so verändern einige Verbformen, und zwar nur solche des Präteritums, ihren Stamm: Ein variabler Auslautvokal -a/-i (Typ yəflá "er ging" – fliɣ "ich ging") wird auf -i vereinheitlicht: yəflí. Außerdem fügen viele Verben, deren Stamm auf Konsonant endet, vor diesem Konsonanten ein -i- ein.
Weiter hat das negierte Verb ein Präfix wə- und ein Suffix -š. Beide diese Markierungen sind optional, und Regeln für ihre Verwendung sind nicht im Detail bekannt. Das Suffix -š wird aber in der Mehrzahl der Fälle gesetzt, insbesondere dann, wenn kein Objekt vorhanden ist. Das Suffix -š zieht den Ton auf die letzte Silbe.
Beispiele:
- yəflá "er ging" – yəflí-š "er ging nicht"
- fliɣ "ich ging" – (wə-)flíɣ-š "ich ging nicht"
- yəffál "er geht" – (w-)yəffál-š "er geht nicht"
- ffáləɣ "ich gehe" – (wə-)ffalə́ɣ-š "ich gehe nicht"
- yttə́ttu "er vergisst" – yttəttú-š "er vergisst nicht"
- yutə́f "er trat ein" – yutíf-š "er trat nicht ein"
- yəɣs "er will" – yɣís-š "er will nicht"
- yəssə́n "er weiß" – (w-)yəssín(-š) "er weiß nicht"
- ssə́nəɣ "ich weiß" – (wə-)ssínəɣ ~ (wə-)ssinə́ɣ-š "ich weiß nicht"

Es gibt keinen negierten Aorist, sondern dafür tritt das negierte Präsens ein.
Entsprechend wird der Imperativ (der ja vom Aoriststamm gebildet ist) nicht direkt negiert, sondern zur Negierung des Imperativs wird der Stamm des Präsens ohne die Personalaffixe verwendet:
- ə́fəl "geh!" – (wə-)ffál-š "geh nicht!"
- uš "gib!" – ttitš-š "gib nicht!" – ttitš-ə́t-š "gebt nicht!"

## Objektssuffixe

### Nach dem Verb
Die Objektssuffixe (Formen oben im Abschnitt "Personalpronomen") unterscheiden in der dritten Person zwei Reihen für das direkte Objekt und eine Reihe für das indirekte Objekt. In den anderen Personen fallen direktes und indirektes Objekt zusammen.
Normalerweise hängen die Objektssuffixe hinter dem Verb. Beim direkten Objekt der dritten Person steht nach einer Personalendung die t-Reihe, nach dem Verbalstamm meist die i-Reihe:
- ɣsə́ɣ-ti "ich will es"
- ɣsə́n-ti "sie wollen es"
- ɣsə́ɣ-tən "ich will sie(pl.)"

- yəɣs-í "er will es"
- nəɣs-í "wir wollen es"
- yəɣs-ín "er will sie(pl.)"

- ɣsə́ɣ-ak "ich will dich"
- yəɣs-ák "er will dich"

Nach dem Verb für "wollen" erhalten unmittelbar auf den Stamm folgende Objektssuffixe den Ton. In der Regel jedoch bleibt der Ton auf dem Stamm:
- yəɣs-í "er will es" – yəknə́f-i "er brät es"

Wenn der Verbalstamm auf -a auslautet, sind zwei Fälle zu unterscheiden. Im ersten Fall (dies betrifft Präteritalformen von Verben, die das -a nur im Präteritum haben) wird der Vokal vor dem Suffix elidiert:
- yušá "er gab" – yuš-í "er gab es" – yuš-ás "er gab ihm"

Im zweiten Fall (Verben mit stabilem a-Auslaut) bleibt der Vokal erhalten, und für das direkte Objekt werden Formen auf -tt- gebraucht:
- yəṃṃá "er sagte" – yəṃṃá-tti "er sagte es" – yəṃṃá-yas "er sagte ihm"
- ynadá-ttət "er rief sie(fem.)"

Werden gleichzeitig Suffixe für das indirekte und das direkte Objekt gebraucht, so stehen sie in dieser Reihenfolge:
- yuš-ás-ti "er gab es ihm"
- uš-íd-ti "gib es mir!"

### Vor dem Verb
Wenn dem Verb entweder das Präfix a(d)- des Aorists oder die Negation wə- vorangeht, hängt das Objektsuffix hinter diesem und nicht hinter dem Verb:
- ẓṛíɣ-ti "ich sah ihn", aber: wə-tt-ẓṛíɣ "ich sah ihn nicht"
- w-ak-ẓṛíɣ "ich sah dich nicht"
- á-yuš "er wird geben" – á-tt-yuš "er wird es geben" – a-k-ə́tt-yuš "er wird es dir geben"

Wenn in einer negierten Form das Präfix wə- nicht realisiert ist, steht das Objektssuffix dennoch vor dem Verb:
- tt-yuší-š "er gab es(tt-) nicht"
- ak-ətt-ušíɣ-š "ich gab es dir nicht"

### Sonstiges
Im negierten Präsens (einschließlich des negierten Imperativs) stehen nur die Dativsuffixe vor dem Verb, die Akkusativsuffixe dagegen hinter ihm:
- wə-ttitš-í-š "gib es(-i-) nicht!"
- w-ak-əttitšəɣ-tí-š "ich gebe es(-ti-) dir(-ak-) nicht"

Manchmal wird das Objekt nicht durch ein Objektsuffix ausgedrückt, sondern mit einer Präposition umschrieben:
- tẓəṛṛ dis "sie sieht ihn" (dis heißt eigentlich: "in ihm")

## Syntax

### Wortstellung
Die Wortstellung ist sehr variabel. Häufig steht das Verb am Satzanfang.

### Nichtverbalsatz
Ein nominales Prädikat kann durch das Element d angebunden werden:
- nə́tta d axə́mmas "er ist ein Diener"
- nətš d bábis "ich bin sein Vater"
- d áṣbiḥ "es ist gut"

### Frage
Satzfragen haben am Ende meist eine Partikel -a. Die Silbe direkt davor wird betont:
- báhi "OK" – bahí-a "OK?"
- təẓṛíd-a "hast du gesehen?"
- əṃṃutə́n a "sind sie gestorben?"

### Relativsatz
Die Konstruktion des Relativsatzes unterscheidet sich von der vieler anderer Berbersprachen; insbesondere fehlt die sonst als "Partizip" bezeichnete Form. Relativsätze werden meist mit einer Partikel la eingeleitet, die im Übrigen auch "dass" bedeutet:
áyu la yəɣs ṛə́bbi
dies REL will Gott
"das, was Gott will"
nə́tta la yəṃṃá-yid
er REL sagte-mir
"er ist es, der (es) mir sagte

## Wortschatz
Einige Elemente aus dem Grundwortschatz; Verben sind in der 3. Pers. sg. mask. des Aorists zitiert:
| Auge   | tiṭṭ     |
| drei   | tlat     |
| eins   | ídžən    |
| essen  | yətš     |
| Frau   | tamə́ṭṭut |
| fünf   | xə́msa    |
| geben  | yuš      |
| gehen  | yə́fəl    |
| groß   | amə́qqar  |
| gut    | áṣbiḥ    |
| Hand   | ə́fus     |
| hören  | yə́səl    |
| Mann   | árgaz    |
| Mund   | ími      |
| Name   | ísm      |
| sagen  | yə́məl    |
| sehen  | yə́ẓəṛ    |
| vier   | ə́ṛbəʕ    |
| Wasser | áman     |
| wissen | yəssə́n   |
| zwei   | sənn     |

Der Anteil an arabischen Wörtern und ganzen Phrasen ist im Berberischen von Zuwara sehr hoch. Einige Beispiele:
- áywa "ja"
- lá "nein"
- lákən "aber"
- waḷḷáhi "wirklich"
- yaxṣáṛa "schade!"
- áhlən "hallo"
- ṣbaḥ əlxír "guten Morgen!"
- kul yúm "jeden Tag"
- šə́hṛ la yfát "vorigen Monat"